# Eulophinusia dei
Eulophinusia dei är en stekelart som först beskrevs av Girault 1922.  Eulophinusia dei ingår i släktet Eulophinusia och familjen finglanssteklar. Inga underarter finns listade i Catalogue of Life.